# 姚弼
姚弼（4世纪—416年），南安赤亭（今甘肅省隴西縣西）羌人。十六國後秦宗室，將領。後秦君主姚兴之子。

## 生平

### 早期仕途
弘始四年（402年），姚弼被封为广平公。
弘始十年（408年）五月，姚兴派左仆射齐难率骑二万讨伐夏国天王赫连勃勃，命姚弼以中军将军和后军将军姚敛成、镇远将军乞伏归率领三万步骑伐南凉。姚兴给南凉王秃发傉檀写信说：“今遣齐难讨伐勃勃，恐其西逃，所以令弼等于河西拦截。”使得秃发傉檀信以为真，没有防备。姚弼从金城渡河，姚弼部将姜纪进言：“今王师声讨赫连勃勃，秃发傉檀犹豫，未作严防，请求给我轻骑五千，掩其城门，则山泽之人皆为吾有，孤城独立无援，可以坐克。”姚弼不从，进至漠口，昌松（今甘肃省古浪）太守苏霸闭城拒之，姚弼遣人谕降，苏霸骂道：“汝弃信誓讨伐委顺之国，天地有灵，将不佑汝！吾宁为凉鬼，有死而已，何降之有！”姚弼攻破昌松，斩苏霸，长驱到姑臧（今武威），秃发傉檀据城固守，出奇兵攻击姚弼，姚弼败退，据西苑。秃发傉檀又故意驱牛羊到野外，诱使秦军来抢，遣镇北大将军俱延、镇军将军敬归等大败秦兵，斩首七千馀级。姚弼坚守营垒不出，秃发傉檀攻之，未克，想断上流水消耗姚弼军。正逢大雨，堤坝坏了，姚弼军复振。七月，姚兴又遣弟弟卫大将军常山公姚显率骑二万，为诸军节度。姚显至高平，闻姚弼败绩，兼道前往，抚慰河外，率众而还。

### 图谋夺嫡
后姚弼任雍州刺史，镇守安定，被父亲宠信。姜纪接近姚弼，並勸他巴結姚興左右以望還朝，姚弼於是巴結姚顯。至弘始十三年（411年）正月，姚興就召了姚弼回長安，讓他為尚书令、侍中、大将军。姚弼於是擔當將相要職，更倾心引見人才，收結朝士，形成了一股比太子姚泓更大的勢力，更圖谋取其太子之位。陇东太守郭播曾推荐姚弼“才兼文武”可为一方都督。姚兴不从。
後來姚弼因為厭惡姚泓親信姚文宗，就誣陷他有所怨言，並讓侍御史廉桃生作證。姚興信以為真，一怒之下就賜死姚文宗。朝中大臣於是都不敢再說姚弼不是了。大司农窦温、司徙左长史王弼都秘密上表建议姚兴改立姚弼为太子，姚兴虽然没有听从，也没有怪罪他们。
姚兴遣叔父东平公姚绍与姚弼率禁卫诸军镇抚岭北。辽东侯弥姐亭地率其部人南下居于阴密，劫掠百姓。姚弼收捕弥姐亭地送长安，杀其众七百余人，徙二千余户于郑城。
因著對姚弼的寵愛，姚興對姚弼幾乎言聽計從，以姚弼亲信尹冲为给事黄门侍郎，唐盛为治书侍御史，於是機要職位都由姚弼親信出任。當時右僕射梁喜、侍中任謙及京兆尹尹昭就找機會向姚興表示姚弼有奪嫡的志向，指出姚興不當地寵愛他，令傾險無賴的人都在其身邊，又說民間都說姚興有廢立之意，三人同時表示反對易儲。姚興立即否認有易儲計劃，三人就勸姚興削減姚弼權力並除去其身邊黨羽，既保姚弼，亦保國家。姚興聽後就沉默不言。

#### 第一次夺嫡失败
弘始十六年（414年），姚興病重，太子姚泓屯兵東華門，並在諮議堂侍疾。當時姚弼卻意圖作亂，招集了數千人並藏匿在其府中，图谋等姚兴死了就杀死姚泓自立。姚兴子姚裕當時與任謙、梁喜等人都掌禁軍守衞皇宮，就派使者將姚弼謀反的行狀告知各個外藩，於是駐蒲阪的姚懿、驻洛陽的镇东将军豫州牧姚洸及雍城的平西将军姚諶都將要領兵入長安討伐姚弼。姚懿哭告将士：“上今寝疾，臣子应该冠履不整。而广平公姚弼拥兵私第，不忠于太子，正是孤徇义亡身之日。诸君皆忠烈之士，亦当同孤徇此举。”将士无不奋怒攘袂愿意追随姚懿。于是姚懿尽赦囚徙，散布帛数万匹以赐其将士，建牙誓众，将赴长安。姚洸起兵洛阳，平西姚谌起兵于雍，将要赴难。此時姚興病情好轉，召見了群臣，征虜將軍劉羌向姚興泣告姚弼謀反之事，尹昭、梁喜等都建議姚興即使不按法處死，也應削其權力，讓他散居藩國。姚興仍然欣賞才兼文武的姚弼，不忍殺他，於是免去其尚書令職位，以大將軍、廣平公身份還第。
及後姚懿、齐公姚恢、姚谌都上表请求以刑法治罪姚弼；姚懿、姚洸、姚宣及姚諶來朝，让姚裕对姚兴说：“姚懿等现在都在外，欲有所陈。”姚兴说：“汝等正欲道姚弼事罢了，吾已知之。”姚裕说：“姚弼事如果有可论之处，陛下宜垂听。若姚懿等所言违背大义，便当用刑法治罪，为何拒绝他们！”于是姚兴引见诸子于谘议堂。姚宣哭着以死請求姚興按法處置姚弼，但姚興拒絕。先前撫軍東曹屬姜虬也上書指姚弼雖然被姑息，但其黨羽仍然活躍，姚弼變亂的心是不會變的，更請消除姚弼黨羽，以絕禍根。姚興就問梁喜：「天下的人全都以我兒子作為口實，要如何處理？」梁喜則說：「真的如姜虬所言，陛下應該早點有個決定。」姚興又沉默不言。
太子詹事王周虚襟引士，辅佐姚泓，姚弼厌恶他，经常谋划陷害他。王周不为所屈。姚兴嘉其守正，以为中书监。

#### 外出统兵
弘始十七年（415年）三月，姚弼知姚宣在父親面前說自己不是，十分憤恨，於是就向姚興誣陷姚宣。姚興又相信，並召見當時到了長安的姚宣司馬權丕，責怪他沒有好好匡輔姚宣並要處死他。但權丕竟然捏造了姚宣的罪狀報告姚興。姚興於是大怒，收捕了姚宣並派姚弼率兵三萬出鎮秦州。尹昭知道後向姚興指讓姚弼統大軍在外，一旦姚興去世，就會是太子姚泓的大大威脅，試圖勸止姚興，但姚興不聽。赫连勃勃攻杏城，姚兴又遣姚弼救之，到冠泉时，杏城已陷。姚兴到北地，姚弼屯三树，姚兴遣姚弼、敛曼嵬发兵向新平，自己回长安。赫连勃勃遣其将赫连建率众寇贰县，以数千骑入平凉，击败姚恢、擒获平凉太守姚兴都（一作姚周都），入新平。九月，姚弼大破赫连建于龙尾堡，擒赫连建，送于长安。赫连勃勃当时在石堡攻打彭双方，多年未能攻克，闻赫连建败，也撤军。

#### 第二次夺嫡失败
同年，姚興食五石散中毒，姚弼卻稱病不朝，又再次在府中招集兵眾。姚興知道後大怒，殺了姚弼黨羽殿中侍御史唐盛及孫玄。姚泓卻在怪責自己，請姚興殺了他，或處之外藩。姚興於是召了姚讚、梁喜、尹昭及斂曼嵬，和他們密谋收捕姚弼。姚弼党羽凶恶惧怕，姚兴担心其生变，囚禁姚弼于中曹，準備殺了他，又要將姚弼黨羽全部治罪。不過在姚泓哭泣請命之下，都將他們宽恕。姚兴对梁喜说姚泓天心平和，性少猜忌，必能容养群贤，保全姚弼。姚泓待姚弼如初，无忿恨之色。姚绍曾是姚弼羽翼，姚泓对他也推心置腹不猜疑。
弘始十八年（416年），姚興出行華陰，留姚泓監國。及後姚興病重回長安，姚弼黨羽尹沖等仍想發難，想趁姚泓出迎姚興而將其殺害，但姚泓因宫臣劝谏，只在黃龍門拜迎。姚弼党羽见姚兴升舆，都心怀危惧。其時尚書姚沙彌更意圖劫奪姚興到廣平公府，以姚興招引眾人支持，從而從姚泓手中奪去儲君之位。尹沖雖不從，但仍然考慮隨姚興乘輿入宮中作亂，只是未知姚興生死而不敢行動。姚興則命姚泓錄尚書事，並命姚紹及胡翼度掌禁軍，又命斂曼嵬收去姚弼府中的武器。

#### 赐死
不久，姚興病情更趨嚴重，其妹南安長公主去探望他也得不到回應，姚興幼子姚耕兒就向哥哥南阳公姚愔報告姚興已死，叫他快點做決定。姚愔於是就与党羽姚武伯等帶其他的士兵攻端門，受到姚泓等的抵抗無法前進，只得燒毀端門。姚興竭力走到前殿，並下令賜死姚弼。姚愔亦随即败亡，姚弼党羽散去，尹冲与弟尹泓逃到东晋。
姚兴死后，姚泓秘不发丧，捕杀姚弼党羽姚愔、散骑常侍建康公吕隆、大将军尹元等，登基后再命姚恢捕杀吕隆弟安定太守吕超。